# لومنیتشکا (ناحیه برنو-تسوونتری)
لومنیتشکا (به چکی: Lomnička) یک منطقهٔ مسکونی در جمهوری چک است که در ناحیه برنو-تسوونتری واقع شده‌است. لومنیتشکا ۶٫۳۳ کیلومتر مربع مساحت و ۴۹۹ نفر جمعیت دارد و ۲۷۷ متر بالاتر از سطح دریا واقع شده‌است.